# Xanlıqoba
Xanlıqoba è un comune dell'Azerbaigian situato nel distretto di Xaçmaz. Conta una popolazione di 429 abitanti.